# Liste der Kulturdenkmäler in Jungfernkopf
Die folgende Liste enthält die in der Denkmaltopographie ausgewiesenen Kulturdenkmäler auf dem Gebiet des Ortsteils Jungfernkopf der  Stadt Kassel, Hessen.
Hinweis: Die Reihenfolge der Denkmäler in dieser Liste orientiert sich an der Anschrift, alternativ ist sie auch nach der Bezeichnung oder der Bauzeit sortierbar.
Kulturdenkmäler werden fortlaufend im Denkmalverzeichnis des Landes Hessen durch das Landesamt für Denkmalpflege Hessen auf Basis des Hessischen Denkmalschutzgesetzes (HDSchG) geführt. Die Schutzwürdigkeit eines Kulturdenkmals hängt nicht von der Eintragung in das Denkmalverzeichnis des Landes Hessen oder der Veröffentlichung in der Denkmaltopographie ab.

Im Kasseler Stadtteil Jungfernkopf sind keine Kulturdenkmäler ausgewiesen worden. In der Denkmaltopographie werden jedoch einige Objekte erwähnt, die für relevant gehalten werden, die aber „keine Kulturdenkmale im Sinne des Denkmalschutzgesetzes“ seien.

## Legende
- Bezeichnung: Nennt den Namen, die Bezeichnung oder die Art des Kulturdenkmals.
- Lage: Nennt den Straßennamen und wenn vorhanden die Hausnummer des Kulturdenkmals. Die Grundsortierung der Liste erfolgt nach dieser Adresse. Der Link „Karte“ führt zu verschiedenen Kartendarstellungen und nennt die Koordinaten des Kulturdenkmals.
- Beschreibung: Nennt bauliche und geschichtliche Einzelheiten des Kulturdenkmals, vorzugsweise die Denkmaleigenschaften. In Klammern sollte die Begründung des Denkmalwertes abgekürzt angegeben werden: g = geschichtlich, k = künstlerisch, s = städtebaulich, t = technisch, w = wissenschaftlich.
- Bauzeit: Gibt die Datierung an; das Jahr der Fertigstellung bzw. den Zeitraum der Errichtung. Eine Sortierung nach Jahr ist möglich.

## Denkmalliste Jungfernkopf

### Einzeldenkmäler
| Bild                                                          | Bezeichnung                                | Lage                                                                                             | Beschreibung | Bauzeit | Daten |
| ------------------------------------------------------------- | ------------------------------------------ | ------------------------------------------------------------------------------------------------ | ------------ | ------- | ----- |
| Direkt Bild zu diesem Denkmal hochladen                       | Gelände einer ehem. Obstbaumplantage       | Am Wäldchen, Kiefernweg, Am Osterberg, Wegmannstraße, Am Rande, Schenkebier Stanne, Eisenbahnweg |              |         |       |
| Bild gesucht BW                                               | Reste der Einfriedung der Obstbaumplantage | Am Wäldchen 4 Lage                                                                               |              |         |       |
| Reste der Einfriedung neben Kiefernweg 5, Kassel-Jungfernkopf | Reste der Einfriedung der Obstbaumplantage | Kiefernweg 5/5a Lage                                                                             |              |         |       |
| Bild gesucht BW                                               | Siedlungshaus                              | Am Beerenberg 22 Lage                                                                            |              |         |       |
| Bild gesucht BW                                               | Siedlungshaus                              | Lambertweg 3 Lage                                                                                |              |         |       |
| Bild gesucht BW                                               | Gasthaus                                   | Schenkebier Stanne 5 Lage                                                                        |              |         |       |
| weitere Bilder                                                | Kirche mit Gemeinde- und Pfarrhaus         | Waldecker Straße/Zum Feldlager Lage                                                              |              |         |       |
| Bild gesucht BW                                               | Gartenhaus                                 | Wegmannstraße 19 Lage                                                                            |              |         |       |
| Bild gesucht BW                                               | Schule                                     | Wegmannstraße 50/Zum Feldlager 83 Lage                                                           |              |         |       |
| Bild gesucht BW                                               | Gartenhaus                                 | Wegmannstraße 84 Lage                                                                            |              |         |       |